# Echinocereus scopulorum
Echinocereus scopulorum ist eine Pflanzenart in der Gattung Echinocereus aus der Familie der Kakteengewächse (Cactaceae). Das Artepitheton scopulorum ist die Mehrzahl des lateinischen Wortes scopulus, bedeutet ‚Bergspitze‘, ‚Kliff‘ oder ‚Felsen‘ und verweist auf das bevorzugte Habitat der Art.

## Beschreibung
Echinocereus scopulorum wächst einzeln. Die zylindrischen Triebe sind 10 bis 40 Zentimeter lang und weisen Durchmesser von bis zu 10 Zentimeter auf. Sie sind durch die Bedornung verdeckt. Es sind 13 bis 15 Rippen vorhanden. Die drei bis zehn abstehenden Mitteldornen sind kürzer als die Randdornen. Die etwa 20 Randdornen liegen an den Trieben an. Sie sind weißlich, besitzen eine dunklerer Spitze und sind 0,4 bis 1,4 Zentimeter lang.
Die duftenden trichterförmigen Blüten sind hellrosafarben bis magentafarben und besitzen einen weißen Schlund. Sie erscheinen in der Nähe der Triebspitzen, sind 7 bis 8,5 Zentimeter lang und erreichen einen Durchmesser von bis zu 10 Zentimeter. Die kugelförmigen bis eiförmigen Früchte sind dunkelgrün und enthalten weißes Fruchtfleisch. Bei Reife sind sie trocken, reißen jedoch nicht auf.

## Verbreitung, Systematik und Gefährdung
Echinocereus scopulorum ist an der Küste des mexikanischen Bundesstaats Sonora und auf der Isla Tiburón sowie in den Bundesstaaten Sinaloa und Nayarit verbreitet.
Die Erstbeschreibung durch Nathaniel Lord Britton und Joseph Nelson Rose wurde 1922 in ihrem Werk The Cactaceae veröffentlicht.
In der Roten Liste gefährdeter Arten der IUCN wird die Art als „Least Concern (LC)“, d. h. als nicht gefährdet geführt.

## Nachweise